# Strumigenys disarmata
Strumigenys disarmata is een mierensoort uit de onderfamilie van de Myrmicinae. De wetenschappelijke naam van de soort is voor het eerst geldig gepubliceerd in 1971 door Brown.